# 法定損害賠償
法定損害賠償（英: Statutory damages）とは、私法上の損害賠償の一種であり、与えられた損害の程度に応じて賠償額を算定するのではなく、制定法の範囲内で規定するものをいう。「法廷損害賠償」は誤り。場合によっては侵害量の確知が困難もしくは不可能である知的財産権・無体財産権侵害のように、被害者が蒙った損害の正確な立証や算出が困難な不法行為に対し法的救済を行うための具体的な賠償内容を予め法律で定めたものである。人格権侵害のような、損害の性質が「主観的」（"subjective"）であるものも救済の対象として法定損害賠償が規定されている場合もある。「制定法上の」（statutory）とは、制定法（statute）の範囲内の規定であることを表し、「判例法上の」や「コモン・ロー上の」という語と対比されるものである。法定損害賠償は損失相殺だけではなく抑止的役割を担い、萎縮効果（Chilling effect）を狙っている。賠償金額の決定は発生事例単位を根拠とする場合があり、例えば米連邦公正債権回収法では同法違反者に対し発生事例1件あたり1,000米ドルを超えない額の法定損害賠償を認めている。また賠償額が被害の発生日数単位で決定される場合もあり、コネチカットの州法においては、禁じられている人権侵害を行ったと立証された場合、発生日あたり1,000ドルを超えない額の損害賠償を認めると規定されている。法定損害賠償は、多くは著作権侵害または商標権侵害に特有の事例であるが、仮に不法行為がなければ被害者が法的に得ていたであろう利益を全て加味した損害賠償自体を指す用語としても用いられる。
双方が不法行為の当事者である場合に一方が他方を訴訟提起することを避ける際には、アメリカ法では双方不法行為（"in pari delicto"）の法理が適用され提訴できなくなる（日本の民法には全く同一の規定はないが、被害者の過失が認められれば、722条の2、不法行為の過失相殺により賠償額が減額される）。

## 知的財産権
著作権や商標権などの知的財産権に関する訴訟の場合、原告が侵害の実際の量を立証するのは困難であることが多いため、侵害者が知的財産権の権利使用許可（permission）の申出とそれに係る費用の支払いを行った場合を推定した額を加味し法定損害賠償が算定される。その他、侵害発生日数を算定した固定額、または利益侵害の事例毎・個別の知的財産毎・利益品目毎・利益種別毎に各々算定した固定額を法律で定めているなど、知的財産権の態様によって賠償内容が変化する場合もある。
- 欧州においては、「欧州議会並びに理事会指令2004/48/EC」、「知的財産権エンフォースメント指令（英語版）」（"Intellectual Property Rights Enforcement Directive", IPRED）にて、「仮に侵害者が使用許可を求めた場合に当然支払われたであろうロイヤルティーの額」を損害賠償の基礎に置いている[5]。
- ランハム（商標）法（英語版）（Lanham (Trademark) Act）[6]では、営利目的での商標偽造を行った際には1品目あたり1,000ドル以上、（故意の侵害が認められれば）2,000,000ドルを超えない額の損害賠償を認める旨規定されている（15 U.S.C. § 1117(c), Lanham Act Section 35(c).[7]）。
- 電子通信プライバシー法（英語版）（Electronic Communications Privacy Act, 「電気通信プライバシー保護法」とも）では、各種の盗聴の罪が認められた場合、侵害発生日数に対し1日あたり100ドル、ただし10,000ドルを超えない額の法定損害賠償を規定している[8]。

### 著作権
一部の国においては著作権法において侵害に対する法定損害賠償を規定している。

#### アメリカ合衆国
米国の著作権法は合衆国法典の第17編に収録されており、その第504条の(c)の1にて著作権侵害の救済について規定されている。そこでは1著作物当たり750ドル以上、30,000ドルを超えない額の法定損害賠償を法廷での裁量により決定できるとしている。一部の裁判においては、著作権者が蒙った実損害以上の、または、侵害者の利得（profits）以上の法定損害賠償を認めた例が存在する（「事例」参照）。
少なくとも米国において、元々の制度趣旨というのは、アンダーグラウンドな剽窃ビジネスにより生み出された複製物の実数を立証するのが多くの場合困難であり、著作権者がこれを算定する手間を避けるようにするためであった。
著作権侵害の裁判において、原告が被告の故意の侵害（willful infringement）を立証できた場合、1著作物あたり150,000ドルを超えない額の損害賠償が認められる可能性がある（第504条の(c)の2）。また被告が著作権侵害を「認識せずかつそれを行ったと信ずる理由がない」（"not aware and had no reason to believe"）と立証できた場合、1著作物あたり200ドルを超えない額にまで減額される可能性もある（第504条の(c)の2）。余談だが日本法との相違点として注意すべきことがある。差止請求権は日本（著作権法112条）及び米国（合衆国法典第17編第502条 17 U.S.C. § 502）の著作権法で共に侵害が故意や過失であることは要件ではない。しかし、損害賠償請求権については、民法709条及び著作権法114条の規定から日本においては故意や過失が要件となってくる（関連記事参照）。ところが、米国の著作権法では差止請求権と同じく故意、過失を問わず損害賠償を請求できる。これは「厳格責任」（strict liability）と呼ばれるもので、過失責任（negligence liability）とは異なるものであることを表している。米国の著作権法では、侵害が故意であるか否かは法定損害賠償の増額が可能か否かであるかを示しているに過ぎない。
合衆国法典第17編・第412条において、法定損害賠償は著作権侵害発生前にアメリカ合衆国著作権局（United States Copyright Office）に予備登録（preregistration）された著作物、または、「発行」（"publication"）から3ヶ月以内の著作物に対してのみ米国内において請求可能であると定められている。
事例
米国では著作権侵害に対し原告が法定損害賠償を請求するケースが一部で見られる。キャピトル対トーマス事件（"Capitol v. Thomas"）とは、ファイル共有ソフトウェアによる著作権侵害に対する一連の審理（Trial）でありかつ米国での初の民事陪審（"Civil jury trial"）審理である。RIAAは原告の音楽企業を強力にサポートしており、会長キャリー・シャーマン（Cary Sherman）を証言台に担ぎ出す程であった（実際には被告側の異議申し立てによりその要求は却下された）。第1次審理では、被告のトーマスに対し原告の音楽企業の請求が陪審員に認められ、1曲当たり9,250ドル、侵害認定曲24、総額222,000ドルの法定損害賠償を命ずる評決が下った。第2次審理で更に増額したが、損害額縮減（"Remittitur"）の法理により減額調停が主席裁判官から提示された。しかし原告はこの調停を拒否。第3次審理が開始され、この評決では著作権侵害による損害が発生した事実を原告が裁判で立証できなかったにもかかわらず賠償額が1,500,000ドルという侵害規模に不釣合いな程の莫大な数字に跳ね上がった。2011年現在も係争中であり、第8連邦巡回区控訴裁判所に原告が控訴手続中である。

#### その他の国
カナダ、中華人民共和国、中華民国（台湾）の著作権法にはいずれも法定損害賠償の規定が存在する。

## 私権
カリフォルニア州のアンルー市民権法（"Unruh Civil Rights Act", Civ. Code, § 51 section 52）では、連邦ADAの規定に存在する差別行為を受けた被害者に対し4,000ドル以上の賠償を規定している。

## 経済法
公正債権回収法（"Fair Debt Collection Practices Act", FDCPA. 15 U.S.C. § 1692 et seq.）とは「公正債務取立法」とも言われ、消費者信用保護法（"Consumer Credit Protection Act", CCPA）の第8編（"Title VIII of the CCPA"）として合衆国法典第15編に追加された債権回収業者の取立に関する規制であり、例えば取立の際の消費者への暴言の禁止などが規定されている。同法に違反したと立証された者に対しては、消費者側の実損害によらず、1,000ドル+訴訟費用を超えない額の法定損害賠償を請求できる。クレジットカードの取引業者規制であるCCPA第1編・公正信用請求法（"Fair Credit Billing Act", FCBA）も消費者に同種の法定損害賠償の請求を認めている。
消費者の信用情報の不正利用を禁じその保護を義務付けるため2003年に制定された公正及び正確信用取引法（"Fair and Accurate Credit Transactions Act", FACT Act or FACTA）では、過失による同法違反（negligent violation）が立証された場合は違反者に対し過失相当の損害賠償（訴訟費用並びに合理的弁護士費用含む。以下同じ）のみ請求できるが故意による侵害の場合は100ドル以上、1,000ドルを超えない額の法定損害賠償を請求できる。

## 他国への波及
著作権法が属する法体系がアメリカ法ではない国においても、法的救済の枠組みに法定損害賠償の導入、またはその制度化の是非を検討し始めたものがある。また国際協定・条約に法定損害賠償の制度化要求が盛り込まれるケースがある。

### 日本
2011年時点の日本の著作権法には、著作権侵害に対する損害賠償の内容を具体的に定めた規定は存在しない。原則不法行為立証を請求主体である被害者自身が行い、それに応じて効果が生じる（民法第709条）。ただし立証困難な場合の損害の推定は著作権法114条にて認められている。
知的財産戦略推進事務局は以前「インターネット上の著作権侵害コンテンツ対策に関する調査」という個人並びに権利者団体からの意見募集を行っており、2009年に公表された結果においては、個人からの意見とは対照的に、著作権管理団体を含む権利者側の一部の意見には「損害賠償額の算定を容易にするための方策」として懲罰的損害賠償やクラスアクションと共に法定損害賠償の制度化を要望するものがみられる。
著作権行政を担う文化庁の著作権分科会法制問題小委員会並びに司法救済ワーキングチームでは過去数回、著作権侵害状況立証の困難さを主張する権利者団体側の要望により、制度導入の是非を議論している。平成20年度の議論では、制度化に対し既に存在する現行114条の5「相当な損害額の認定」や、民法、知財関連法の範囲内での対処の可能性などを引き続き検討するなどとし結論を先送りしている。

### 韓国
韓国の著作権法は、日本と同じく実損害分の賠償を認めている（125条(1)）。2008年10月10日に著作権侵害時の法的救済に関する著作権法の一部改正案が政府により提出され、長らく係留されていたが2011年11月2日に発議し国会にて審議が開始された。この改正案の中で法定損害賠償（朝: 법정손해배상）の制度化（1著作物当たり上限1,000万ウォン、営利目的の場合上限5,000万ウォンの、著作権侵害に対する損害賠償）が盛り込まれており、これは米韓FTAの知的財産権関連要求に「事前制定済みの損害賠償」（"Pre-established damages"）の導入が義務付けられていることと関連がある。
同年11月22日、改正案は原案通り可決、成立した。改正案には他、ストリーミング・テクノロジー等でしばしば利用される「一時的蓄積」（"temporary storage"）を「著作物の複製行為」として規定、放送を除く著作隣接権の保護期間を50年から70年に延長、「営利目的または常習的な」著作権侵害の非親告罪化などいずれも米韓FTAでの米側要求事項が反映されている。また同時に改正法には包括的フェアユースが導入されている。改正著作権法は著作隣接権の保護期間延長を除き米韓FTA発効日より施行される。

### 国際協定
模倣品・海賊版拡散防止条約（Anti Counterfeiting Trade Agreement, ACTA）とは、知的財産権エンフォースメント（Enforcement, 法的取締）強化を謳う複数国間協定であり、その初期構想を提示したのは日本であるが、具体策立案に関するイニシアティヴはほとんど全て米国が握っている。ACTAは条約名に比してその規定項目は多岐にわたり、単なる偽ブランド品規制に留まらず、インターネット上の著作権規制強化、DMCA流の権利者保護など、TRIPs協定に含められなかった項目の制度化を協定参加国に要求している。この中には法定損害賠償の制度化要求も盛り込まれている。
2011年2月、米国は、USTRが作成した日米経済調和対話（"United States - Japan Economic Harmonization Inititaive"）上において、米国側関心事項中、知的財産権分野の「エンフォースメント手段」（"U.S. Agenda items - Intellectual property rights", "Enforcement tools"）の一つとして法定損害賠償の制度採用を日本に要求している。また同じくUSTRが策定したとされるTPPに関する米国側提案（要求）事項の草案文書に、前記事項と符合する知的財産権要求事項（US proposal for TPP on Intellectual Property Rights）が存在することが外部組織が入手した文書より判明している。この項目では、「総合的法執行義務」（"General Enforcement Obligation", 総合的エンフォースメント義務）という知的財産権侵害時の法執行機関による公訴、並びに民事訴訟提起に関連する法的枠組みの策定が、協定参加国に対する米国の提案として存在する。この中にある第12.3ならびに.4項「知的財産権侵害に対する実損害に拠らない損害賠償制度の導入要求」（Article 12.3, 4. "Requires adopting compensation for infringement without actual damages"）、が法定損害賠償の制度化要求であり、当該文書に関するコメントを述べた弁護士の福井健策は、同じく協定に含められている故意侵害の非親告罪化要求（Article 15.5(g) - "[...] legal action ex officio [...] without the need for a formal complaint by a private party or right holder"）と合わせ、制度導入により侵害訴訟提起の劇的な増加や賠償額の増大の可能性を指摘している。